# Johann Stehlin

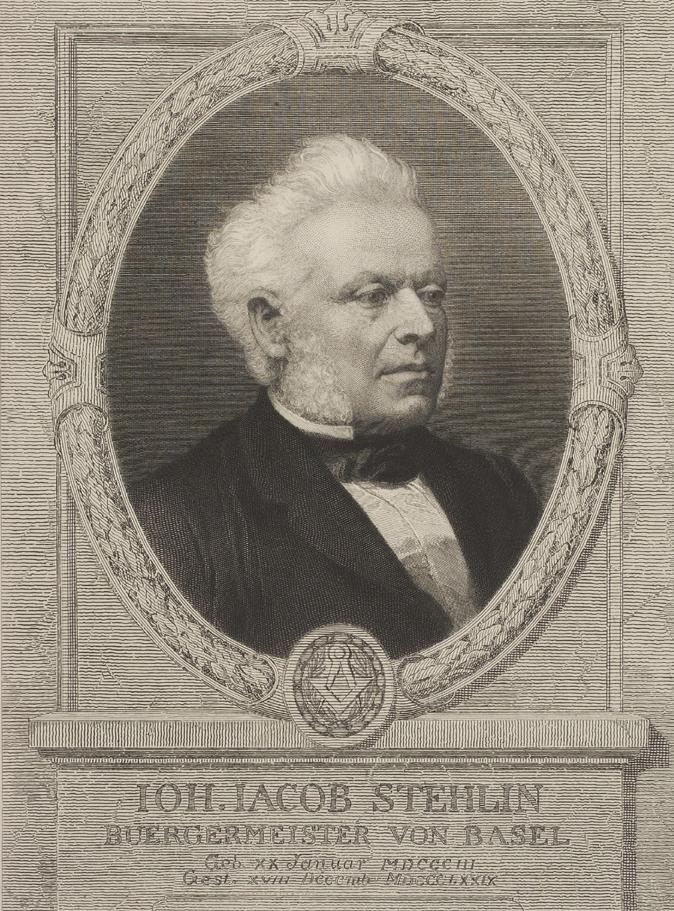
Johann Jakob Stehlin

Johann Jakob Stehlin (20 januari 1803 - 18 december 1879), was een Zwitsers politicus die heimatberechtigt was in Bazel-Stad.
Johann Jakob Stehlin was lid van de Liberale Partij (voorloper van de huidige Vrijzinnig Democratische Partij) en maakte deel uit van de Regering van het kanton Bazel-Stad. In 1858, van 1 januari tot 31 december 1860, van 1 januari tot 31 december 1862, van 1 januari tot 31 december 1864, van 1 januari tot 31 december 1866 en in 1868 was hij burgemeester van het kanton Bazel-Stad.
Johann Jakob Stehlin was ook lid van de Nationale Raad (tweede kamer federaal parlement) en haar voorzitter van 1858 tot 1859 en van 1867 tot 1868. 
Johann Jakob Stehlin werd op 11 juli 1855 in de Bondsraad gekozen. Hij weigerde echter zitting te nemen in de Bondsraad. Voor hem in de plaats werd Melchior Josef Martin Knüsel gekozen.